# Ann-Christin Strack
Ann-Christin Strack (ur. 20 grudnia 1993 w Gießen) – niemiecka bobsleistka, srebrna medalistka mistrzostw świata juniorów w Winterbergu, dwukrotna medalistka mistrzostw Europy, srebrna medalistka mistrzostw świata w Whistler.

## Kariera
Przygodę ze sportem rozpoczęła od lekkoatletyki, uprawiając biegi: na 60 metrów, na 60 metrów przez płotki, na 100 metrów i na 100 metrów przez płotki. W 2015 roku rozpoczęła treningi bobslejowe, a także starty w Pucharze Europy. W tym samym roku, 5 grudnia zadebiutowała w Pucharze Świata, zajmując na rozgrywanych w Winterbergu zawodach sezonu 2015/2016 7. miejsce w konkurencji dwójek, w której startowała z pilotką Sandrą Kroll.
W 2016 roku wzięła udział w mistrzostwach świata juniorów w Winterbergu, na których zdobyła z pilotką Kim Kalicki srebrny medal w konkurencji dwójek. Rok później pojawiła się na mistrzostwach świata w Königssee, na których zajęła 9. miejsce w konkurencji dwójek, na mistrzostwach Europy w Winterbergu, z których przywiozła dwójkowe 5. miejsce, a także na mistrzostwach Europy w Innsbrucku, gdzie zdobyła brązowy medal w dwójkach, w których startując z pilotką Anną Köhler przegrała tylko ze swoimi rodaczkami: Stephanie Schneider i Anniką Drazek oraz Mariamą Jamanką i Lisą Buckwitz.
15 grudnia 2018 roku zaliczyła pierwsze podium i zarazem odniosła pierwsze zwycięstwo w Pucharze Świata, pokonując w konkurencji dwójek wraz z pilotką Stephanie Schneider na rozgrywanych w Winterbergu zawodach sezonu 2018/2019 dwójkę niemiecką: Mariama Jamanka/Annika Drazek i amerykańską: Elana Meyers-Taylor/Lake Kwaza. W 2019 roku wzięła udział w mistrzostwach Europy w Königssee, na których zdobyła srebrny medal w konkurencji dwójek, rozdzielając wraz ze Stephanie Schneider na podium Mariamę Jamankę i Annikę Drazek oraz Austriaczki Katrin Beierl i Jennifer Onasanyę, a także w mistrzostwach świata w Whistler, na których wywalczyła dwójkowy srebrny medal, plasując się ze Stephanie Schneider na podium za Mariamą Jamanką i Anniką Drazek i przed dwójką kanadyjską: Christine de Bruin/Kristen Bujnowski. W styczniu 2021 roku wraz z Kim Kalicki wywalczyła kolejny srebrny medal podczas mistrzostw Europy w Winterbergu. Miesiąc później, wraz z Kalicki zdobyła kolejny srebrny medal, tym razem podczas mistrzostw świata w Altenbergu.